# Chotnica
Chotnica (bułg. Хотница) – wieś w Bułgarii, w obwodzie Wielkie Tyrnowo, w gminie Wielkie Tyrnowo. W 2024 roku liczyła 355 mieszkańców.